# Miodrag Živković
Miodrag Živković (en serbio: Миодраг Живковић; 1928-31 de julio de 2020) fue un escultor y profesor universitario serbio. Es conocido por su trabajo en complejos conmemorativos en toda Yugoslavia .

## Biografía
Živković nació en Leskovac. Después de mudarse a Belgrado con su familia en 1944, se graduó de la Academia de Artes Aplicadas de Belgrado en 1952. Después de trabajar como profesor de arte en Mladenovac y Novi Beograd, trabajó como profesor asistente en la Facultad de Artes Aplicadas de la Universidad de Belgrado, siendo nombrado decano en 1974, cargo que ocupó hasta 1977. De 1977 a 1984 fue director del departamento de escultura de la facultad. De 1991 a 1996 volvió a ser decano de la facultad.
Murió en Belgrado el 31 de julio de 2020.

## Obras
Fuera de la academia, Živković es conocido como el creador de numerosas esculturas en todo el territorio de la antigua Yugoslavia y en el extranjero, incluidas las siguientes:
- Monumento a los estudiantes y profesores ejecutados (Kragujevac, Serbia, 1963)[3][4]
- Monumento a los inmigrantes yugoslavos (Punta Arenas, Chile, 1970)
- Valle de los Héroes (Tjentište, Bosnia y Herzegovina, 1971)[5][6]
- Monumento a los combatientes caídos (Pristina, Kosovo, 1971)[7]
- Cripta monumental, (Gonars, Italia, 1973)[8]
- Parque conmemorativo «Levantamiento y Revolución» (Grahovo, Montenegro, 1978)[9]
- Complejo conmemorativo de Kadinjača (cerca de Užice, Serbia, 1952-1979)[10]
- Libertad (Ulcinj, Montenegro, 1985)
- Monumento a los defensores de la Real Fuerza Aérea Yugoslava de Belgrado (Novi Beograd, Serbia, 1994)[11]

## Galería

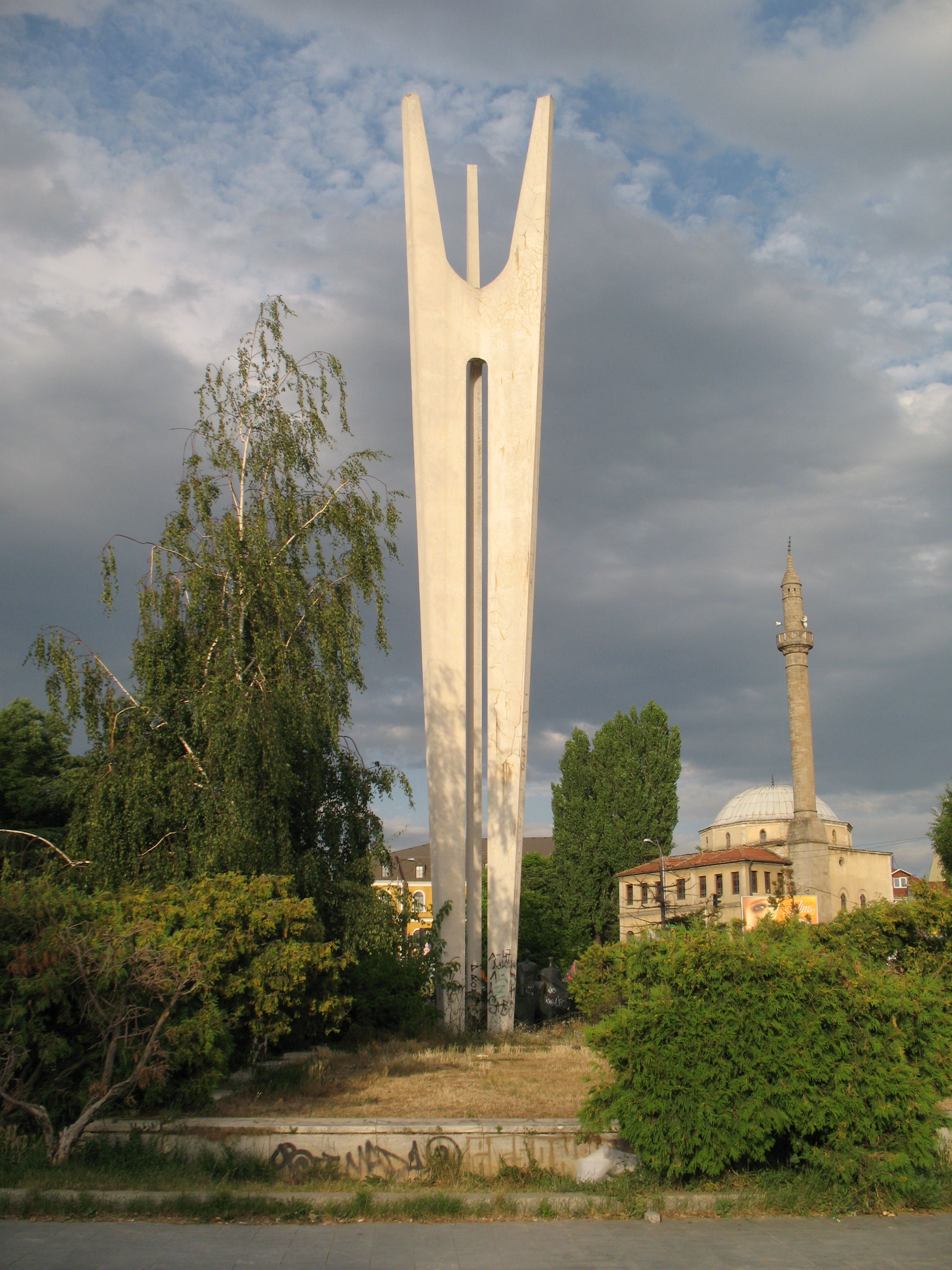
Monumento a la Fraternidad y a la Unidad (Pristina, 1961)
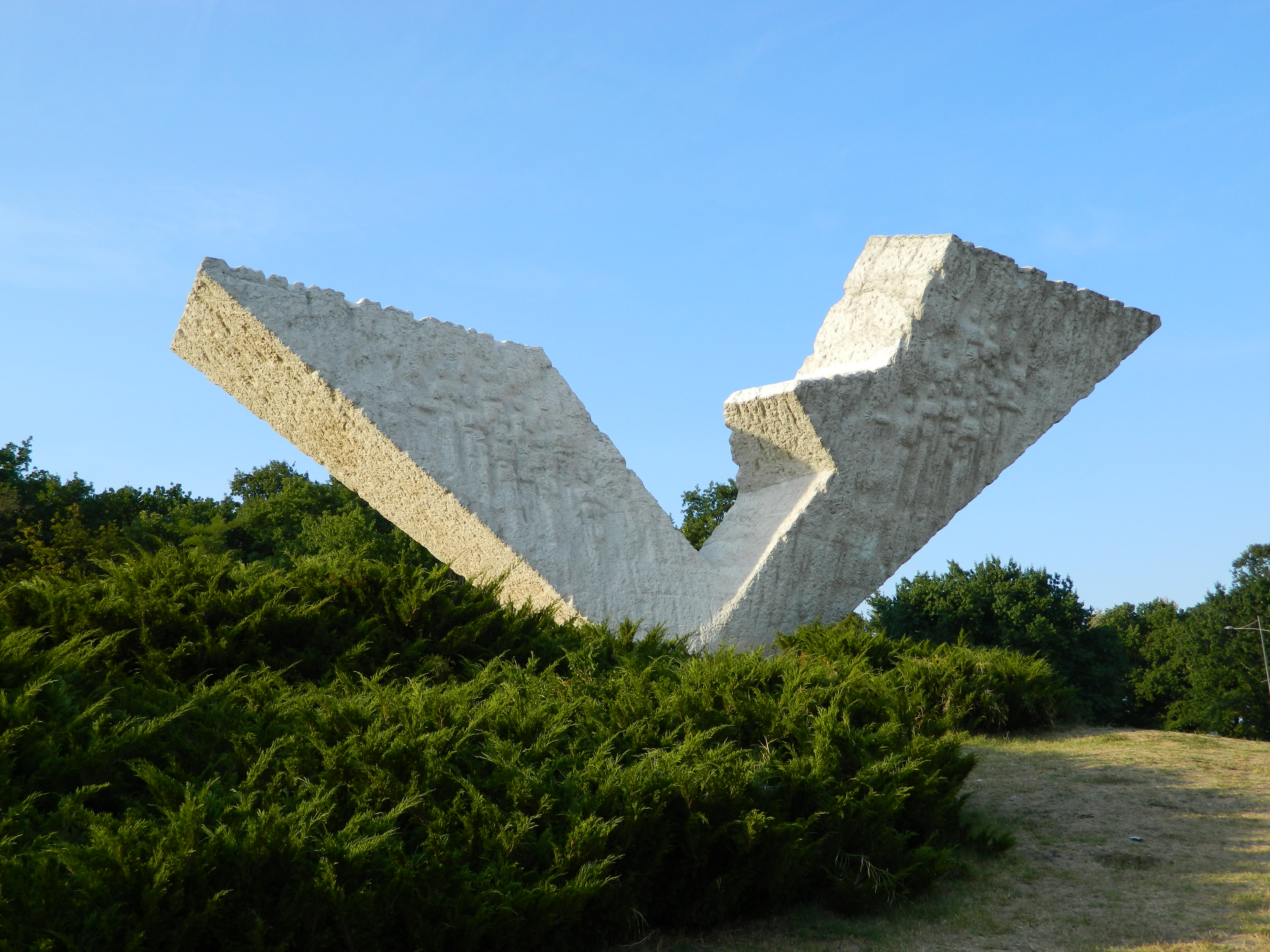
«El vuelo interrumpido», o el Monumento a los estudiantes y profesores ejecutados, es una parte del Parque Conmemorativo de Šumarice dedicada a las víctimas de la masacre de Kragujevac, cometida por los nazis el 21 de octubre de 1941. El monumento se erigió en 1963.
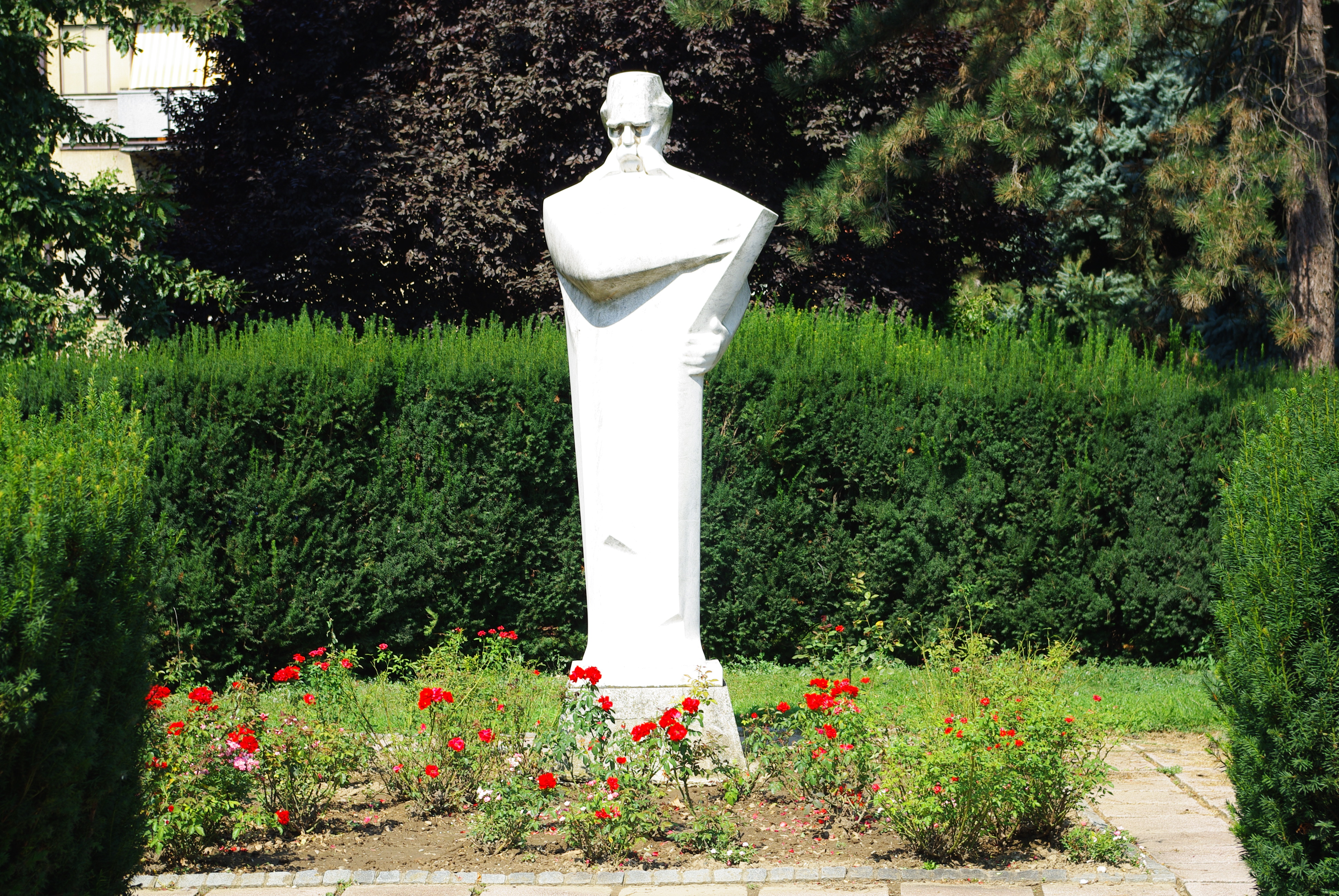
Monumento dedicado a Vuk Stefanović Karadžić (Loznica, 1964)
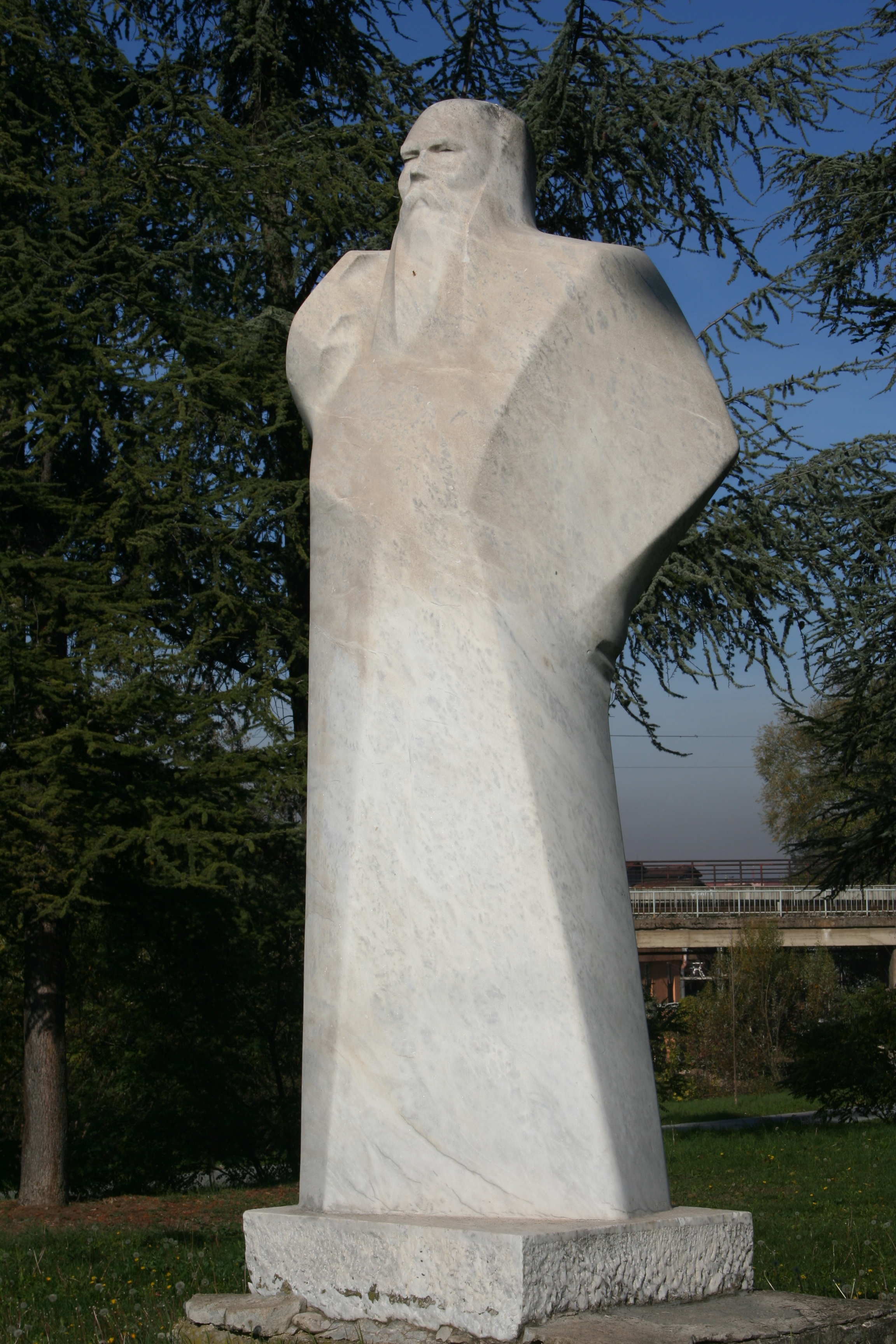
Monument dedicado a Milovan Glišić (Valjevo, 1968)
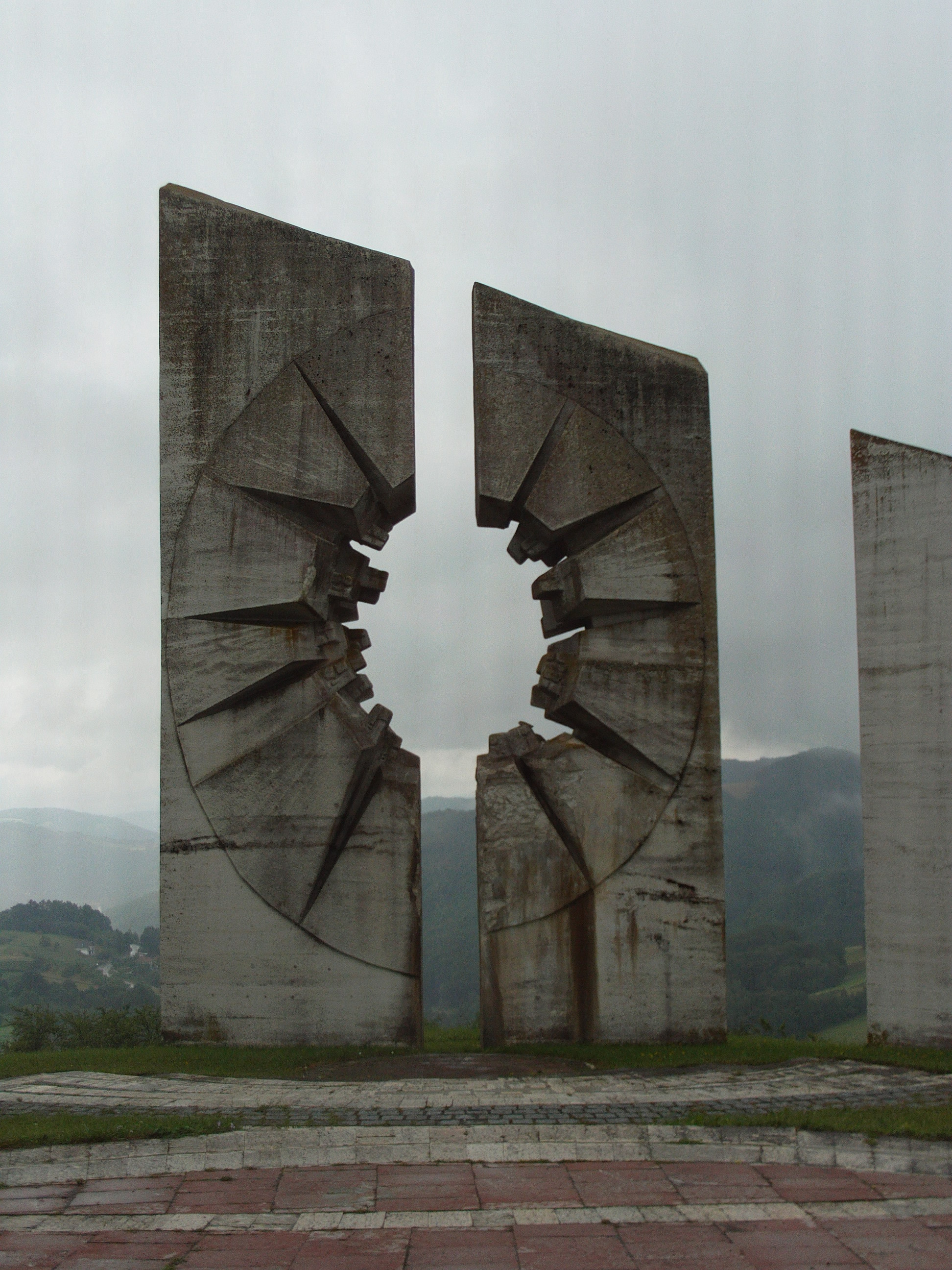
Complejo de Kadinjača, próximo a Užice (1979)
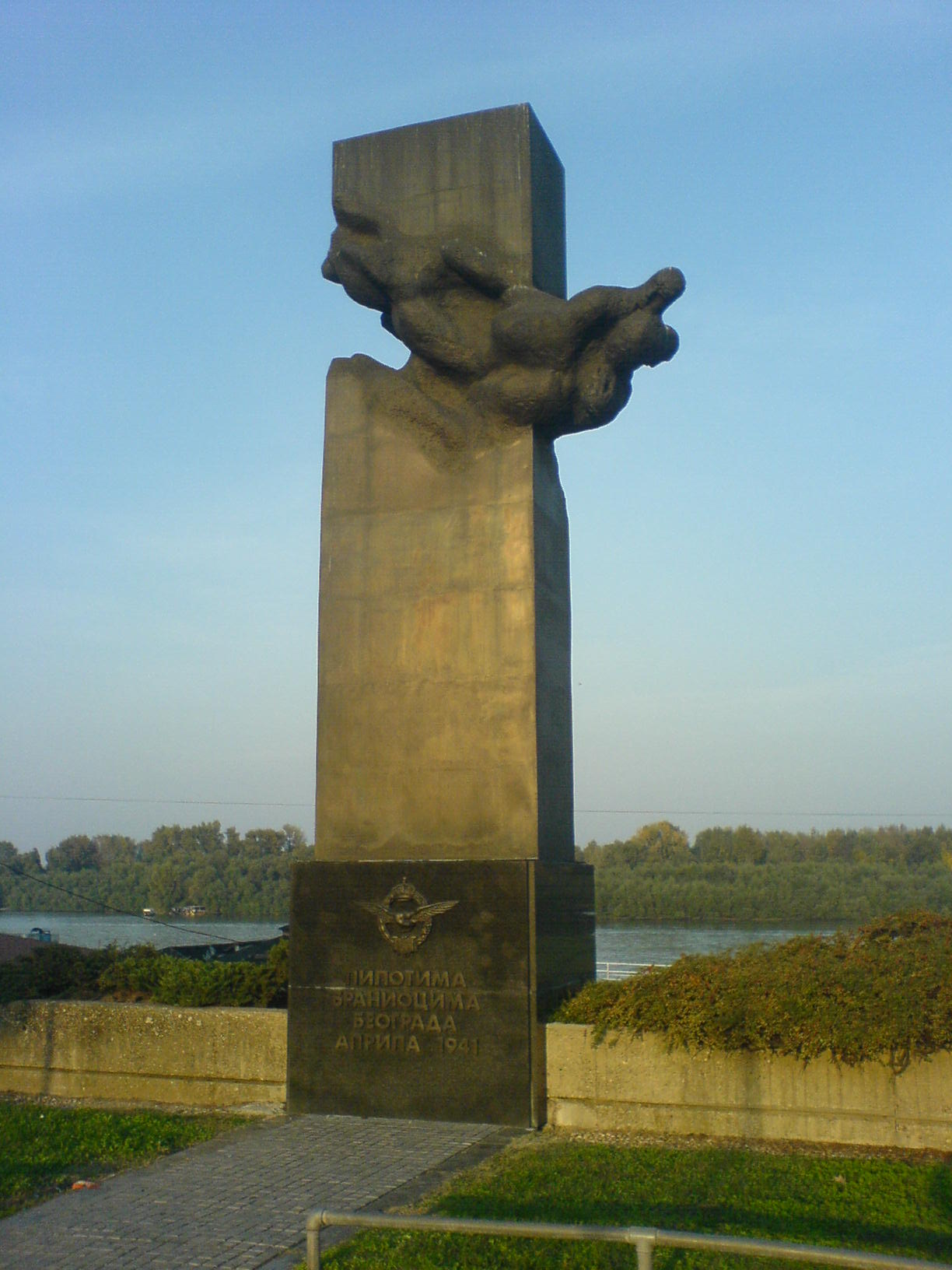
Monumento a los defensores de Belgrado de la Real Fuerza Aérea Yugoslavo, situado en Novi Beograd